# Pterolophia lunigera
Pterolophia lunigera är en skalbaggsart som beskrevs av Aurivillius 1913. Pterolophia lunigera ingår i släktet Pterolophia och familjen långhorningar.
Artens utbredningsområde är Nepal. Inga underarter finns listade i Catalogue of Life.